# ライズ・オブ・ザ・ノーススター
ライズ・オブ・ザ・ノーススター (Rise of the Northstar) は、2008年にフランスのパリで結成されたヘヴィ・メタル、ラップメタルバンド。
バンド名は『北斗の拳』に由来しており、学ランを着用するスタイルは『スラムダンク』や『ルーキーズ』からインスパイアされたものである。

## メンバー
現在のメンバー
- ヴィクター・"ヴィシア"・リロイ / Victor "Vithia" Leroy - ボーカル (2008年–現在)
- ブライス・"エヴァ-B"・ゴーティエ / Brice "Eva-B" Gauthier - リードギター (2010年–現在)
- エルワン・"エアワン"・メネス / Erwan "Air One" Menez - リズムギター (2011年–現在)
- アレクシス・"ヨル"・リュー / Alexis "Yoru" Lieu - ベースギター (2023年–現在)
- ケビン・"ファントム (2)"・フォーリー / Kevin "Phantom (2)" Foley - ドラムス (2023年–現在)

旧メンバー
- ニコラス・"ディエゴ"・リロイ / Nicolas "Diego" Leroy - リードギター (2008年–2010年)
- マックスV. / Max V. - ドラムス (2008年–2010年)
- ロイック・"Bボーイ"・ガネム / Loïc "Bboy" Ghanem - リズムギター (2008年–2011年)
- ルーカス / Lucas - ベースギター (2008年–2013年)
- ケビン・"ホクト・ノ・ケブ"・ルコント / Kevin "Hokuto no Kev" Lecomte - ドラムス (2010年–2018年)
- ファビアン・"ファビュラス・ファブ"・ラヘイ / Fabien "Fabulous Fab" Lahaye - ベースギター (2013年–2022年)
- トーマス・"ファントム (1)"・ペイン / Thomas "Phantom (1)" Pain - ドラムス (2018年–2022年)

タイムライン

## ディスコグラフィー

### アルバム
- Welcame (2014)
- ザ・レガシー・オブ・シ～SHIの伝承 The Legacy of Shi (2018)